# Слепенков Яків Захарович
Семен Григорович Гетьман (15 листопада 1910 — 13 серпня 1968) — радянський військовий льотчик, Герой Радянського Союзу (1943), у роки німецько-радянської війни командир 21-го винищувального авіаційного полку 8-ї авіаційної бригади військово-повітряних сил Балтійського флоту, підполковник.

## Біографія
Народився 15 листопада 1910 року в селі Шеляково (зараз Невельський район Псковської області) у сім’ї робітника. Росіянин. Закінчив 7 класів. Працював у колгоспі.
У РСЧА з 1928 року. У цьому ж році закінчив теоретичну школу льотчиків, в 1930 році Качинську школу льотчиків, в 1939 році – Військово-повітряну академію. 
Учасник радянсько-фінської війни 1939-1940-х років.
У боях німецько-радянської війни з 1941 року. Командир 21-го винищувального авіаційного полку (8-а авіаційна бригада, ВПС Балтійського фолоту) підполковник Слепенков до жовтня 1942 року здійснив 90 бойових вильотів, в 10-ти повітряних боях збив 9 ворожих літаків.
22 лютого 1943 йому було присвоєно звання Героя Радянського Союзу з врученням ордена Леніна і медалі «Золота Зірка» (№ 868).
Після війни продовжував службу у ВМФ СРСР.
З 1961 року генерал-майор авіації Я.З. Слепенков у запасі. Жив у Ризі. Помер 13 серпня 1968 року.

## Przypisy
1. ↑  Указ Президиума Верховного Совета СССР «О присвоении звания Героя Советского Союза начальствующему и рядовому составу Военно-Морского флота» от 22 февраля 1943 года // Ведомости Верховного Совета Союза Советских Социалистических Республик : газета. — 1943. — 23 февраля (№ 9 (215)). — С. 1